# Seaman, Ohio
Seaman är en by (village) i Adams County i Ohio. Vid 2010 års folkräkning hade Seaman 944 invånare.